# Kšinná
Kšinná (allemand : Kschinna) . est un village de Slovaquie situé dans la région de Trenčín.

## Histoire
Première mention écrite du village en 1329.

## Démographie

### Évolution de la population
| Année:               | 1994. | 2004.    | 2014.   | 2024.   |
| -------------------- | ----- | -------- | ------- | ------- |
| Nombre de personnes: | 609   | 545      | 519     | 475     |
| Différence:          |       | -10,50 % | -4,77 % | -8,47 % |

| Année:               | 2023. | 2024.   |
| -------------------- | ----- | ------- |
| Nombre de personnes: | 478   | 475     |
| Différence:          |       | -0,62 % |